# Marine Street Beach
La Marine Street Beach es una playa pública ubicada en San Diego, California. Se encuentra en el término occidental de Marine Street, con Children's Pool Beach al norte y Windansea Beach al sur. Se ha convertido en una playa popular entre los surfistas y practicantes de bodyboarding debido a su gran oleaje. También cuenta con un bosque de algas, dónde es común la presencia de buzos. Al igual que en su vecina Children's Pool Beach, hay presencia de focas de puerto en la playa, sin embargo, en esta playa no han supuesto un problema para los bañistas.